# Ploča (Prozor-Rama, BiH)
Ploča je naseljeno mjesto u općini Prozor-Rama, Federacija Bosne i Hercegovine, BiH.

## Stanovništvo

### 1991.
Nacionalni sastav stanovništva 1991. godine, bio je sljedeći:
ukupno: 265
- Hrvati - 264
- ostali, neopredijeljeni i nepoznato - 1

### 2013.
Nacionalni sastav stanovništva 2013. godine, bio je sljedeći:
ukupno: 229
- Hrvati - 220
- ostali, neopredijeljeni i nepoznato - 9